# Weaver Mountains
Die Weaver Mountains sind eine kleine Berggruppe südwestlich der Bradshaw Mountains im Yavapai County im westlichen Zentral-Arizona, Vereinigte Staaten. Die Ortschaft Yarnell auf dem Yarnell Hill an der Arizona State Route 89 liegt im Zentrum der Berge.

## Beschreibung
Das Gebirge verläuft von Nordwesten nach Südosten, aber am Ostende eher nach Osten. Der Nordosten, Osten und Südosten sind durch den Hassayampa River von den Bradshaw Mountains getrennt. Höchster Berg ist der 2004 m hohe Weaver Peak etwa 12 km nordwestlich von Yarnell. Im Westen und Südwesten werden die Weaver Mountains durch ein Tal von einem kleineren Gebirgszug im Südwesten, den Date Creek Mountains, getrennt. In den Bergen gibt es unter anderem Gold.